# Serra de Can Güell
El Serrat de Can Güell és una serra a cavall dels municipis de Torrelles de Llobregat i Vallirana al Baix Llobregat, amb una elevació màxima de 468 metres.